# الزورت (کانزاس)
الزورت (به انگلیسی: Ellsworth) شهری در ایالت کانزاس کشور ایالات متحده آمریکا است که جمعیت آن در سرشماری سال ۲۰۱۰ میلادی، ۳٬۱۲۰ نفر بوده‌است.